# Frêne (Paliseul)
Pour les articles homonymes, voir Frêne (homonymie).
Frêne parfois orthographié Fresne, Fresnes ou Frênes est un hameau de la commune belge de Paliseul situé en Région wallonne dans la province de Luxembourg.
Avant la fusion de communes de 1977, il faisait partie de l’ancienne commune d'Opont.

## Situation et description
Frêne est un hameau ardennais comprenant une vingtaine d'habitations. Il se situe au confluent du petit ruisseau de Bergimont de l'Our.
Frêne est le prolongement sud du village d'Opont.